# الخطة الإسرائيلية لاحتلال قطاع غزة 2025
الخطة الإسرائيلية لاحتلال قطاع غزة وأطلق عليها الاحتلال الإسرائيلي عملية عربات جدعون (بالعبرية: מבצע מרכבות גדעון) هي خطة في 4 مايو 2025، وافقت عليها الحكومة الأمنية الإسرائيلية لتوسيع هجومها العسكري في قطاع غزة. وقال الجيش الإسرائيلي، الذي أطلق عليها اسم «عملية عربات جدعون» أنها تهدف إلى هزيمة حركة حماس وتدمير قدراتها العسكرية والحكومية وتأمين إطلاق سراح جميع الرهائن المحتجزين في غزة. وتتضمن العملية قوة عسكرية مشتركة من البر والجو والبحر واحتلال قطاع غزة بالكامل عن طريق تكثيف القصف وتشديد الحصار ومنع دخول الغذاء والدواء نهائياً والتجويع الممنهج وحشر الفلسطينيين في مناطق معزولة وفي النهاية التهجير القسري لهم، بهدف القضاء على فصائل المقاومة الفلسطينية وعلى رأسها حماس.

## ردود الفعل
- حركة حماس: رفضت حماس "الضغوط والابتزازات" الإسرائيلية.[8] وقال المسؤول في حماس باسم نعيم إنه "لا جدوى من أي مفاوضات" في حين ظل الحصار المفروض على غزة قائماً.[9]
- الولايات المتحدة: تعهد الرئيس دونالد ترامب بالمساعدة في توصيل الغذاء للفلسطينيين في غزة، قائلاً إن "الكثير من الناس يتضورون جوعًا" في غزة.[10] وقال وزير الخارجية ماركو روبيو إن الولايات المتحدة "منزعجة" من الوضع.[11]
- المملكة المتحدة: قالت المملكة المتحدة إنها "لا تدعم توسيع العمليات العسكرية الإسرائيلية في غزة".[12] ووصف رئيس الوزراء كير ستارمر الوضع بأنه "لا يطاق".[13]
- إسبانيا: أدان رئيس الوزراء بيدرو سانشيز الغزو ودعا إلى استبعاد إسرائيل من مسابقة الأغنية الأوروبية.[14][15][16]